# Vasiti Solikoviti
Vasiti Solikoviti (2 de agosto de 1993) é uma jogadora de rugby sevens fijiana.

## Carreira
Solikoviti integrou a Seleção Fijiana de Rugby Sevens Feminino nos Jogos Olímpicos de Verão de 2020 em Tóquio, quando conquistou a medalha de bronze após derrotar a equipe britânica por 21–16.